# Сан-Мартин, Хоакин де
Хоакин де Сан-Мартин-и-Ульоа (исп. Joaquín de San Martín y Ulloa; 1770 — 29 ноября 1854) — центроамериканский военный и политический деятель первой половины XIX века.

## Биография
Родился в городе Комаягуа в семье креолов. С детства вступил в испанские колониальные войска и дослужился до лейтенанта, служил в драгунах департамента Йоро. После ухода с военной службы занимал должности в колониальной администрации, был секретарём мэра Тегусигальпы.
В 1819 году переселился в Чалатенанго, в окрестностях которого приобрёл участки, где выращивали индиго. После провозглашения независимости Центральной Америки был в 1824 году избран в Законодательное собрание штата Сальвадор (который тогда был частью Федеративной Республики Центральной Америки), представляя округа Чалатенанго и Техутла.
Во время гражданской войны 1826—1829 годов служил в сальвадорской армии, дослужился до полковника. После того, как в 1832 году федеральный президент Франсиско Морасан сместил Верховного правителя Сальвадора Хосе Марию Корнехо, новым правителем Сальвадора был избран Мариано Прадо, а Хоакин де Сан-Мартин был избран заместителем верховного правителя штата, и временно исполнял его обязанности до вступления Прадо в должность.
Деятельность Прадо на посту верховного правителя штата привела к ряду восстаний, и он был вынужден оставить свой пост, вновь передав в начале 1833 года исполнительную власть Хоакину де Сан-Мартину. Именно Сан-Мартину пришлось разбираться с восстанием индейцев под руководством Анастасио Акино, а также с другими восстаниями и беспорядками.
1 июля 1833 года Конгресс штата избрал Хоакина де Сан-Мартина новым Верховным правителем штата. Будучи сторонником консерваторов, Сан-Мартин не одобрял либеральные реформы федерального президента Морасана, и в начале 1834 года объявил об отделении Сальвадора от Федеральной Республики Центральной Америки. Морасан вновь вторгся в Сальвадор с федеральными войсками и, разбив Сан-Мартина в сражении при Хибоа 23 июня 1834 года, вынудил его отправиться в изгнание в Мексику.
В Сальвадор Сан-Мартин вернулся в 1840 году, когда уже шёл процесс распада Федеративной Республики Центральной Америки. Он был избран депутатом Конституционного Конгресса, который объявил о выходе Сальвадора из Федеративной Республики.
Сын Хоакина де Сан-Мартина — Хосе Мария Сан-Мартин — впоследствии стал президентом Сальвадора.